# Leslie-Anne Huff
Leslie-Anne Huff (San Fernando Valley, 25 agosto 1984) è un'attrice statunitense.

## Biografia
Nota soprattutto per i suoi ruoli televisivi, Leslie-Anne Huff ha preso parte ad alcune serie tv come CSI: NY, 10 cose che odio di te, Greek - La confraternita, Chuck, Miami Medical, NCIS - Unità anticrimine, The Middle, Bones e The Protector.
Ottiene il suo primo ruolo di rilievo nel 2009 prendendo parte ad alcuni episodio della serie televisiva Disney Channel Sonny tra le stelle, recitando il ruolo di Penelope.
Nel 2016 prende parte alla settima stagione della serie televisiva The Vampire Diaries interpretando la parte della cacciatrice di vampiri Rayna Cruz.

## Filmografia

### Cinema
- Frozen Kiss, regia di Harry Bromley Davenport (2009)
- The Odd Squad Episode 1: Making History, regia di MéLisa Lomelino (2009)
- Strawberry Cliff, regia di Chris Chow (2010)
- Mardi Gras - Fuga dal college (Mardi Gras: Spring Break), regia di Phil Dornfeld (2011)
- Cowgirls 'n Angels, regia di Timothy Armstrong (2012)
- Cowgirls 'n Angels - L'estate di Dakota (Dakota's Summer), regia di Timothy Armstrong (2014)

### Televisione
- CSI: NY - serie TV, episodio 2x21 (2006)
- Invincible - serie TV, episodi 1x16 e 1x18 (2008)
- Sonny tra le stelle (Sonny with a Chance) - serie TV, 9 episodi (2009)
- Il tempo della nostra vita (Days of Our Lives) - soap opera (2009)
- The Suite Life on Deck - serie TV, episodio 2x4 (2009)
- 10 cose che odio di te (10 Things I Hate About You) - serie TV, episodi 1x5 e 1x9 (2009)
- Greek - La confraternita (Greek) - serie TV, episodio 3x4 (2009)
- Chuck - serie TV, episodio 3x6 (2010)
- Miami Medical - serie TV, episodio 1x9 (2010)
- Coppia di re (Pair of Kings) - serie TV, episodio 1x4 (2010)
- NCIS - Unità anticrimine (NCIS) - serie TV, episodi 8x7 e 8x8 (2010)
- Bones - serie TV, episodio 6x14 (2011)
- The Protector - serie TV, episodio 1x8 (2011)
- The Middle - serie TV, episodio 5x18 (2014)
- Pun Plip Pridays on Kababayan Today - serie TV, episodi 1x1, 1x3 e 1x4 (2014-2015)
- The Vampire Diaries - serie TV 16 episodi (2015-2016)
- The Originals - serie TV, episodio 3x14 (2016)
- No, That's Okay. I'm Good. - serie TV, episodio 1x7 (2017)
- Young & Hungry - Cuori in cucina (Young & Hungry) - serie TV, episodio 5x12 (2018)

### Cortometraggi
- The Pantsless Lifestyle, regia di Jeff Hammer (2009)
- Prominare, regia di Peter Georges (2010)
- The Money Shot, regia di Matthew A. Del Ruth (2012)
- Rosie, regia di Bryan Dechart (2014)
- Luna, regia di Abi Damaris Corbin (2015)
- The LifeSavers, regia di John Redlinger (2015)
- This isn't Funny, regia di T.C. De Witt (2019)

## Doppiatrici italiane
Nelle versioni in italiano dei suoi film, Leslie-Anne Huff è stata doppiata da:
- Francesca Manicone in Cowgirls 'n Angels - L'estate di Dakota
- Myriam Catania in The Vampire Diaries
- Ilaria Latini in Bones